# Bentley (Suffolk)
Bentley – wieś w Anglii, w hrabstwie Suffolk, w dystrykcie Babergh. Leży 10 km na południowy zachód od miasta Ipswich i 99 km na północny wschód od Londynu. Miejscowość liczy 750 mieszkańców.